# Young Democrats of America
I Giovani Democratici d'America (in inglese Young Democrats of America) sono l'organizzazione giovanile ufficiale del Partito Democratico statunitense.

## Storia
Pur avendo reciso i legami con il Comitato Nazionale Democratico nel 2002 in seguito alla promulgazione del Bipartisan Campaign Reform Act ed essendo divenuti indipendenti. La loro fondazione risale al 1932. Riuniscono al loro interno cittadini aderenti al Partito Democratico di età inferiore a 36 anni.